# 자히르 알우마르
자히르 알우마르 앗자이다니(아랍어: ظاهر العمر الزيداني, Ẓāhir al-ʿUmar az-Zaydānī, 1689년 혹은 1690년 ~ 1775년 8월 21일 혹은 22일)는 오스만 제국의 일부였던 북부 팔레스타인의 아랍인 통치자이다. 1730년대부터 티베리아스, 데이르 한나, 아크레를 거점으로 갈릴리 지역을 지배하였으며 아크레는 팔레스타인과 유럽 간 목화 무역의 중심지가 되었다. 1760년대 중반 하이파를 항구도시로서 새로 정비하였다.
자히르는 오스만의 다마스쿠스와 대치하며 세력을 확대하였으며, 1771년에 러시아 제국의 지원을 받으며 이집트 에얄라트의 알리 베이 알카비르와 연계해 시돈을 점령했다. 1774년에 이르러 베이루트부터 가자까지 지배력을 행사했다. 그러나 오스만 제국 정부가 러시아와 평화 조약을 맺자 1775년 오스만 해군이 아크레를 공격하였으며, 알우마르는 아크레를 떠나려 하다가 사망했다.

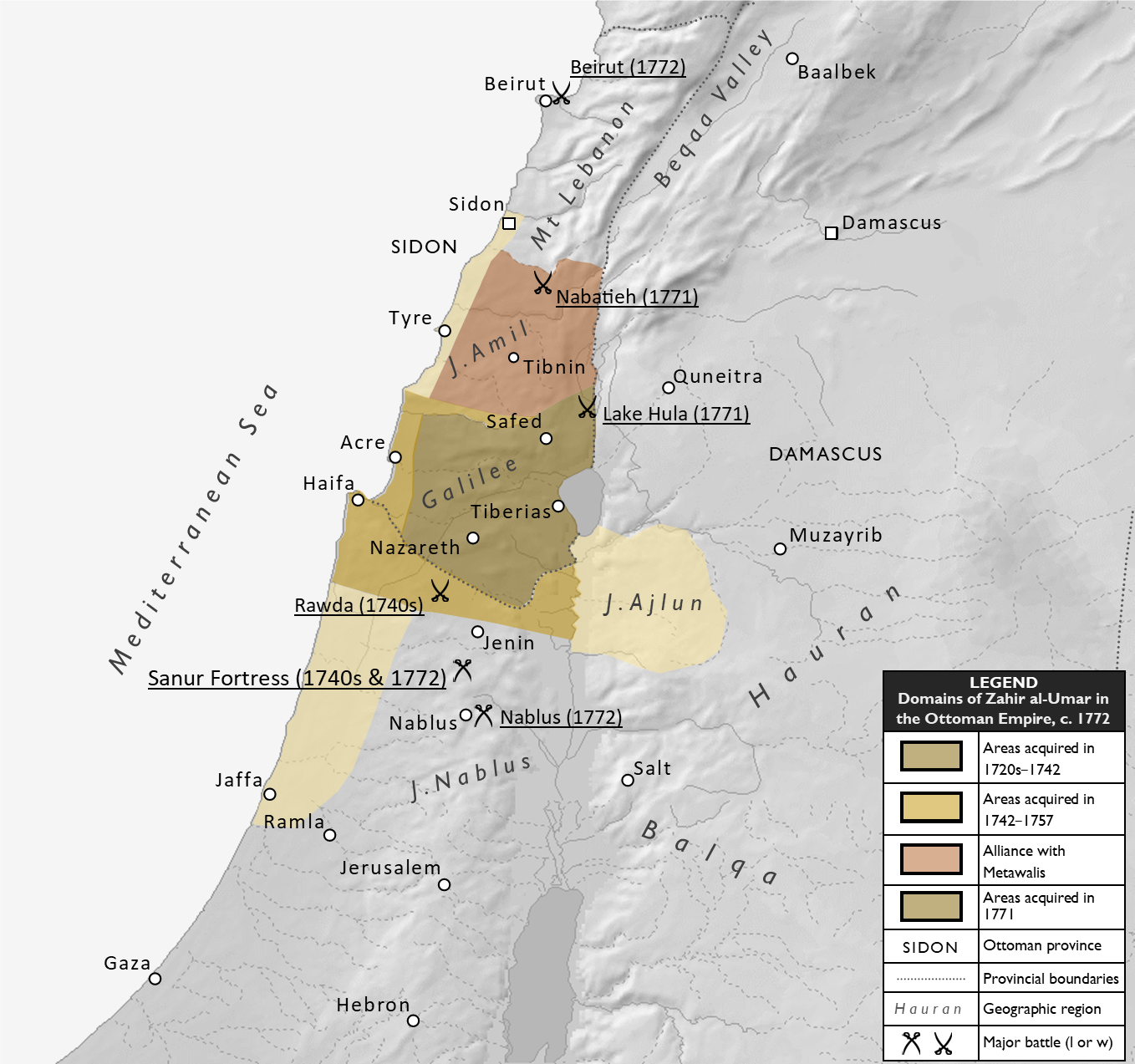
오스만 팔레스타인과 레바논에서의 알우마르의 권역

| 이전 다르위시 파샤 알쿠르지 | 시돈의 왈리 1771년 ~ 1775년 (사실상) | 이후 제자르 파샤 |